# Jorge Ayala
Jorge Ayala, vollständiger Name Jorge Nicolás Ayala Silva, (* 15. August 1995 in Montevideo) ist ein uruguayischer Fußballspieler.

## Karriere
Der 1,87 Meter große Mittelfeldakteur Ayala spielte seit 2011 für die Nachwuchsmannschaften von Villa Teresa. Dort debütierte er am 22. Mai 2016 für die Profimannschaft in der Primera División, als er von Trainer Vito Beato am 13. Spieltag der Clausura beim 1:1-Unentschieden gegen den Club Atlético Rentistas in der 73. Spielminute für Octavio Colo eingewechselt wurde. Insgesamt bestritt er in der Spielzeit 2015/16 zwei Erstligapartien (kein Tor). Am Saisonende stieg sein Klub in die Segunda División ab. Während der Saison 2016 kam er sechsmal (kein Tor) in der Liga zum Einsatz. In der laufenden Saison 2017 bestritt er bislang (Stand: 12. August 2017) acht Zweitligapartien (kein Tor).